# Las Horquetas (Río Chico)
Las Horquetas es una localidad argentina del departamento río Chico de la Provincia de Santa Cruz. Está ubicada sobre la Ruta Nacional 40, en las cercanías de la confluencia del río Chico de Santa Cruz con el río Belgrano.
Al norte de la localidad, se ubica el cerro homónimo de 963 m s. n. m. También se halla cerca del cruce de la ruta nacional 40 con las rutas provinciales 37 (que conduce al parque nacional Perito Moreno, hacia el Oeste) y la 35, (que llega hasta Tucu Tucu).